# Afrikanska U20-mästerskapen i volleyboll för damer
Afrikanska U20-mästerskapet i volleyboll för damer är en tävling för damjuniorlandslag (max 20 år) som organiseras av CAVB (Afrikas volleybollförbund) vartannat år sedan 2004. Egypten har varit mest framgångsrika med åtta titlar.

## Upplagor
| Upplaga              | Upplaga  | Podium   | Podium       | Podium   |
| Säsong               | Värd     | Mästare  | Tvåa         | Trea     |
| -------------------- | -------- | -------- | ------------ | -------- |
| 2002 mer information | Tunisien | Algeriet | Egypten      | Tunisien |
| 2004 mer information | Nigeria  | Egypten  | Nigeria      | Senegal  |
| 2006 mer information | Egypten  | Egypten  | Seychellerna | Tunisien |
| 2008 mer information | Kenya    | Egypten  | Tunisien     | Kenya    |
| 2010 mer information | Tunisien | Egypten  | Tunisien     | Algeriet |
| 2013 mer information | Nigeria  | Egypten  | Algeriet     | Nigeria  |
| 2015 mer information | Egypten  | Egypten  | Algeriet     | Kenya    |
| 2017 mer information | Egypten  | Egypten  | Tunisien     | -        |
| 2018 mer information | Kenya    | Egypten  | Rwanda       | Kamerun  |